# روی ماکای
رودلف آنتونیوس ماکای (به انگلیسی: Rudolphus Antonius Makaay) معروف به روی ماکای (زاده: ۹ مارس ۱۹۷۵ در ویخن، خلدرلاند) یک بازیکن فوتبال بازنشسته هلندی است. او در زمانی که در باشگاه فوتبال بایرن مونیخ بازی می‌کرد لقب فانتوم را برای خودش انتخاب کرد.

## سابقهٔ بازی
روی ماکای برنده کفش طلای اروپا در فصل ۲۰۰۲-۲۰۰۳، اولین بار زمانی که در تیم فوتبال ویتس‌آرنهم در اواسط دهه ۹۰ مشغول به بازی بود، استعدادش کشف شد و با توانایی‌هایش در تنریف و سپس در دپورتیوو لاکرونیا خودش را نشان داد. او در فصل ۱۹۹۹-۲۰۰۰ با زدن ۲۲ گل در ۳۶ بازی یکی از بهترین فصل‌های بازی خود را داشت. پس از آن با وجود حضور بزرگانی چون پاتریک کلایورت، دنیس برکمپ و رود فان نیستلروی توانست جای خود را در تیم ملی فوتبال هلند تثبیت کند و در جام ملت‌های اروپا در سال‌های ۲۰۰۰ و ۲۰۰۴ برای تیم ملی کشورش بازی کرد.
اولین برخورد او با بایرن مونیخ در لیگ قهرمانان اروپا در فصل ۲۰۰۲-۲۰۰۳ اتفاق افتاد که در آن بازی در ورزشگاه المپیک مونیخ هتریک کرد و دپورتیوو لاکرونیا با نتیجه ۳-۲ به پیروزی رسید. پس از آن مدیران باشگاه بایرن مونیخ تمام فصل او را زیر نظر گرفتند و در پایان فصل در جدالی با منچستر یونایتد و چلسی توانستند بازیکن مورد علاقه خود را به خدمت بگیرند. بایرن مونیخ برای خرید این ماشین گلزنی مبلغ ۱۸٫۷۵ میلیون یورو به دپورتیوو لاکرونیا پرداخت کرد. ماکای در چهار سال بازی در بایرن مونیخ توانست ۷۸ گل در بوندس‌لیگا و ۱۷ گل در لیگ قهرمانان اروپا برای این تیم به ثمر برساند.
در ۲۱ آگوست ۲۰۰۶ ماکای توانست سه هزارمین گل بایرن مونیخ در بوندس‌لیگا را به ثمر برساند.
در ۷ مارس ۲۰۰۷ ماکای توانست سریعترین گل تاریخ لیگ قهرمانان اروپا را در ثانیه ۱۰٫۱۲ وارد دروازه رئال مادرید کند و این تیم را از مسابقات حذف کند.
ماکای در فصل ۲۰۰۷-۲۰۰۸ به هلند برگشت و قراردادی را با فاینورد به ارزش ۵ میلیون یورو در سال ۲۰۰۷ امضا کرد. تصمیم ماکای برای جدا شدن از بایرن مونیخ تحت تاثیر تصمیم این باشگاه مبنی بر امضای قرارداد با مهاجمانی مانند لوکا تونی و میروسلاو کلوزه بود.
ماکای در پایان فصل ۲۰۰۹-۲۰۱۰ خود را بازنشست کرد. او در آخرین بازیش با تیم هیرنفین توانست هتریک کند.

## آمار بازی‌ها
| باشگاه            | لیگ              | فصل              | لیگ  | لیگ      | جام حذفی | جام حذفی | اروپا | اروپا    | Total | Total    |
| باشگاه            | لیگ              | فصل              | بازی | تعداد گل | بازی     | تعداد گل | بازی  | تعداد گل | بازی  | تعداد گل |
| ----------------- | ---------------- | ---------------- | ---- | -------- | -------- | -------- | ----- | -------- | ----- | -------- |
| ویتس‌آرنهم         | لیگ برتر هلند    | ۱۹۹۳-۹۴          | ۱۰   | ۱        |          |          |       |          | ۱۰    | ۱        |
| ویتس‌آرنهم         | لیگ برتر هلند    | ۱۹۹۴-۹۵          | ۳۴   | ۱۱       |          |          |       |          | ۳۴    | ۱۱       |
| ویتس‌آرنهم         | لیگ برتر هلند    | ۱۹۹۵-۹۶          | ۳۱   | ۱۱       |          |          | -     | -        | ۳۱    | ۱۱       |
| ویتس‌آرنهم         | لیگ برتر هلند    | ۱۹۹۶-۹۷          | ۳۴   | ۱۹       | ۵        | ۳        | -     | -        | ۳۹    | ۲۲       |
| ویتس‌آرنهم         | لیگ برتر هلند    | مجموع            | ۱۰۹  | ۴۲       |          |          |       |          | ۱۱۴   | ۴۵       |
| تنریف             | لا لیگا          | ۱۹۹۷-۹۸          | ۳۶   | ۷        | ۰        | ۰        | -     | -        | ۳۶    | ۷        |
| تنریف             | لا لیگا          | ۱۹۹۸-۹۹          | ۳۶   | ۱۴       | ۲        | ۰        | -     | -        | ۳۸    | ۱۴       |
| تنریف             | لا لیگا          | مجموع            | ۷۲   | ۲۱       |          |          | -     | -        | ۷۴    | ۲۱       |
| دپورتیوو لاکرونیا | لا لیگا          | ۱۹۹۹-۲۰۰۰        | ۳۶   | ۲۲       | ۲        | ۱        | ۳     | ۳        | ۴۱    | ۲۶       |
| دپورتیوو لاکرونیا | لا لیگا          | ۲۰۰۰-۰۱          | ۲۹   | ۱۶       | ۰        | ۰        | ۶     | ۱        | ۳۵    | ۱۷       |
| دپورتیوو لاکرونیا | لا لیگا          | ۲۰۰۱-۰۲          | ۳۰   | ۱۲       | ۲        | ۱        | ۹     | ۱        | ۴۱    | ۱۴       |
| دپورتیوو لاکرونیا | لا لیگا          | ۲۰۰۲-۰۳          | ۳۸   | ۲۹       | ۵        | ۱        | ۱۱    | ۹        | ۵۴    | ۳۹       |
| دپورتیوو لاکرونیا | لا لیگا          | مجموع            | ۱۳۳  | ۷۹       | ۹        | ۳        | ۲۹    | ۱۴       | ۱۷۱   | ۹۶       |
| بایرن مونیخ       | بوندس‌لیگا        | ۲۰۰۳-۰۴          | ۳۲   | ۲۳       | ۴        | ۲        | ۸     | ۶        | ۴۴    | ۳۱       |
| بایرن مونیخ       | بوندس‌لیگا        | ۲۰۰۴-۰۵          | ۳۳   | ۲۲       | ۵        | ۵        | ۸     | ۷        | ۴۶    | ۳۴       |
| بایرن مونیخ       | بوندس‌لیگا        | ۲۰۰۵-۰۶          | ۳۱   | ۱۷       | ۵        | ۰        | ۸     | ۲        | ۴۴    | ۱۹       |
| بایرن مونیخ       | بوندس‌لیگا        | ۲۰۰۶-۰۷          | ۳۳   | ۱۶       | ۳        | ۰        | ۸     | ۲        | ۴۴    | ۱۸       |
| بایرن مونیخ       | بوندس‌لیگا        | مجموع            | ۱۲۹  | ۷۸       | ۱۷       | ۷        | ۳۲    | ۱۷       | ۱۷۸   | ۱۰۲      |
| فاینورد           | لیگ برتر هلند    | ۲۰۰۷-۰۸          | ۲۸   | ۱۳       | ۵        | ۷        | -     | -        | ۳۳    | ۲۰       |
| فاینورد           | لیگ برتر هلند    | ۲۰۰۸-۰۹          | ۳۱   | ۱۶       | ۳        | ۴        | ۶     | ۰        | ۳۹    | ۲۰       |
| فاینورد           | لیگ برتر هلند    | ۲۰۰۹-۱۰          | ۲۴   | ۷        | ۴        | ۳        | ۰     | ۰        | ۲۸    | ۱۰       |
| فاینورد           | لیگ برتر هلند    | مجموع            | ۸۳   | ۳۶       | ۸        | ۱۲       | ۶     | ۰        | ۱۰۱   | ۵۰       |
| مجموع کل مسابقات  | مجموع کل مسابقات | مجموع کل مسابقات | ۵۲۶  | ۲۵۶      | ۴۲       | ۲۶       | ۶۷    | ۳۱       | ۶۳۶   | ۳۱۴      |

 رکود در تیم ملی هلند: 
| سال:      | ۱۹۹۶ | ۱۹۹۷ | ۱۹۹۸ | ۱۹۹۹ | ۲۰۰۰ | ۲۰۰۱ | ۲۰۰۲ | ۲۰۰۳ | ۲۰۰۴ | ۲۰۰۵ | مجموع |
| مسابقه‌ها: | ۱    | ۱    | ۰    | ۰    | ۷    | ۶    | ۵    | ۶    | ۴    | ۱    | ۳۱    |
| گل‌ها:     | ۰    | ۰    | ۰    | ۰    | ۰    | ۰    | ۲    | ۱    | ۱    | ۰    | ۴     |

## مربیگری
ماکای بعد از بازنشستگی از دنیای فوتبال به عنوان مربی در تیم زیر ۱۳ سال فاینورد در کنار جرارد روجز مشغول به کار شد.

## افتخارات

### باشگاهی
دپورتیوو لاکرونیا
- قهرمانی در لا لیگا در فصل ۱۹۹۹-۲۰۰۰
- قهرمانی در کوپا دل ری در فصل ۰۱-۲۰۰۰
- قهرمانی در سوپرکوپا د اسپانیا در سال‌های ۲۰۰۰ و ۲۰۰۲

بایرن مونیخ
- قهرمانی در بوندس‌لیگا در فصل‌های ۰۵-۲۰۰۴ و ۰۶-۲۰۰۵
- قهرمانی در جام حذفی فوتبال آلمان در فصل‌های ۰۵-۲۰۰۴ و ۰۶-۲۰۰۵
- قهرمانی در لیگ جام حذفی فوتبال آلمان در سال ۲۰۰۴

فاینورد
- قهرمانی در جام حذفی فوتبال هلند در فصل ۰۸-۲۰۰۷

### شخصی
- کفش طلای اروپا در سال ۲۰۰۳
- بهترین گلزن لالیگا در سال ۲۰۰۳